# Pact
Pact és un municipi francès, situat a la regió d'Alvèrnia-Roine-Alps, al departament de la Isèra, regat pel Dolon, un afluent del Roine. El 2021 tenia 861 habitants.
Des del 2019 pertany a la mancomunitat de municipis Entre Bièvre et Rhône.